# Ласселлс, Джамал
Джама́л Лассе́ллс (англ. Jamaal Lascelles, /dʒəˈmɑːl ləˈsɛls/; род. 11 ноября 1993, Дерби) — английский футболист, центральный защитник и капитан клуба «Ньюкасл Юнайтед». Ранее Ласселлс выступал за «Ноттингем Форест» и «Стивенидж», был игроком молодёжной сборной Англии.

## Биография
Джамал Ласселлс родился в городе Дерби в семье Тима и Джилл Ласселлсов. Его отец был баскетболистом, тренировал баскетбольную сборную Великобритании среди игроков до 18 лет. Старший брат Рема также является баскетболистом, выступал за сборную Великобритании. Также у Джамала есть младший брат Джален. Джамал Ласселлс также на юношеском уровне занимался баскетболом, но позже решил сосредоточиться на футболе.

### Клубная карьера
Ласселлс является воспитанником футбольного клуба «Ноттингем Форест». В начале 2011 года, ещё до того, как он успел дебютировать на профессиональном уровне, Джамалом заинтересовались ведущие английские клубы. Лондонский «Арсенал» предлагал за 17-летнего игрока 5 млн фунтов, также рассматривали возможность его приобретения «Ливерпуль», «Тоттенхэм Хотспур» и «Манчестер Сити». «Ноттингем Форест» однако отклонил все предложения и в марте 2011 года подписал с Ласселлсом его первый профессиональный контракт.
Дебют Ласселлса в основном составе «Ноттингем Форрест» состоялся 31 января 2012 года. Он полностью провёл матч чемпионата Футбольной лиги против «Бернли». В марте 2012 года Ласселлс был отдан в аренду до конца сезона 2011/2012 клубу Первой лиги «Стивенидж». Он сыграл за эту команду девять матчей, в концовке сезона став одним из основных игроков.
В августе 2012 года Ласселлс заключил с «Ноттингемом» новый контракт сроком на четыре года. Президент клуба Фаваз аль-Хасави отметил, что Джамал относится к тем молодым воспитанникам, на которых руководство клуба возлагает большие надежды.
В сезоне 2013/2014 Ласселлс закрепился в основном составе «Ноттингем Форест», сформировав пару центральных защитников вместе с Джеком Хоббсом. В клубе игрой молодого защитника остались довольны и в марте 2014 года подписали с ним новый контракт на четыре с половиной года. Также «Ноттингем» отверг несколько новых предложений продать Ласселлса.
В августе 2014 года руководство «Ноттингем Форест» всё же решило продать Ласселлса. Вместе с другим воспитанником клуба, вратарём Карлом Дарлоу, его за 7 млн фунтов приобрёл «Ньюкасл Юнайтед». Сделка между клубами предусматривала, что оба игрока ещё сезон проведут в Ноттингеме, а летом 2015 года переедут в Ньюкасл.
В «Ньюкасл Юнайтед» Ласселлс сначала был запасным игроком. Его дебют в основном составе состоялся 25 августа 2015 года в матче Кубка лиги против «Нортгемптон Таун». В Премьер-лиге Джамаал дебютировал 3 октября, выйдя на замену в матче с «Манчестер Сити». В весенней части сезона 2015/2016, когда Ньюкасл боролся за право сохранить место в Премьер-лиге, Ласселлс закрепился в основном составе клуба. Он оставался основным центральным защитником и после назначения тренером Рафаэля Бенитеса. Тренер высоко отзывался о профессионализме молодого игрока и пророчил ему большое будущее. Несмотря на прогресс команды в конце сезона удержаться в Премьер-лиге она в итоге не сумела. В своём первом сезоне в элитном дивизионе английского футбола Ласселлс сыграл 18 матчей и забил 2 гола.
Летом 2016 года после ухода из «Ньюкасла» Фабрисио Колоччини тренер Рафаэль Бенитес назначил Ласселлса новым капитаном команды.
Бенитес был впечатлен готовностью Ласселлса высказаться в раздевалке, в частности его критикой в адрес более опытных игроков после поражения от "Саутгемптона".Несмотря на то, что ему потребовалась операция по удалению двойной грыжи, Ласселлс играл, преодолевая болевой барьер, последние четыре месяца сезона 2016/17, полный решимости довести кампанию до конца и в конечном итоге стать капитаном клуба, чтобы вернуться в Премьер-лигу.Его уверенные выступления в начале сезона 2017/18 привели к тому, что он был номинирован на сентябрьскую премию "Игрок месяца Премьер-лиги", которую в итоге выиграл Гарри Кейн.6 октября 2017 года он подписал новый шестилетний контракт с "Ньюкаслом", который продлевает его пребывание в клубе до 2023 года.
В октябре 2017 года он подрался на тренировке с товарищем по команде Мохаммедом Диаме. Позже оба игрока извинились и предложили пригласить весь состав первой команды и обслуживающий персонал на обед.
В октябре 2018 года он подписал новый контракт до 2024 года.
В ноябре 2019 года он получил травму колена.
После подписания Свена Ботмана в июле 2022 года Ласселлс потерял место в основе "Ньюкасл Юнайтед" на следующий сезон. Травма Ботмана в сентябре 2023 года привела к тому, что Ласселлс вернул себе место в стартовом составе.

### Выступления за сборную
29 марта 2011 года Ласселлс дебютировал в составе сборной Англии среди игроков до 19 лет в товарищеском матче со сборной Нидерландов. Всего он в 2011—2012 годах сыграл за эту сборную 8 матчей. 12 апреля 2011 года Ласселлс провёл единственный матч за сборную Англии до 18 лет, отыграв один тайм товарищеского матча со сверстниками из Италии. В 2013 году Джамал был включён тренером Питером Тейлором в заявку английской сборной на чемпионат мира среди молодёжных команд. Он полностью отыграл первый матч группового этапа против команды Ирака, остальные два провёл на скамейке запасных. Англичане выбыли из турнира, не сумев выйти из группы.
В 2014 году тренер Гарет Саутгейт регулярно вызывал Ласселлса в молодёжную сборную Англии. Дебют игрока состоялся в матче отборочного турнира к чемпионату Европы против сборной Молдавии. Джамал вышел в стартовом составе и провёл на поле всю игру. В других матчах отборочного турнира он находился в запасе. Также он принял участие в товарищеском матче с молодёжной сборной Франции 17 ноября 2014 года, отыграв всю встречу полностью.

## Статистика
| Выступление      | Выступление      | Выступление      | Лига | Лига | Кубки | Кубки | Еврокубки | Еврокубки | Итого | Итого |
| Клуб             | Лига             | Сезон            | Игры | Голы | Игры  | Голы  | Игры      | Голы      | Игры  | Голы  |
| ---------------- | ---------------- | ---------------- | ---- | ---- | ----- | ----- | --------- | --------- | ----- | ----- |
| Ноттингем Форест | Чемпионшип       | 2011/2012        | 1    | 0    | 0     | 0     | 0         | 0         | 1     | 0     |
| Стивенидж        | Первая лига      | 2011/2012        | 9    | 1    | 0     | 0     | 0         | 0         | 9     | 1     |
| Ноттингем Форест | Чемпионшип       | 2012/2013        | 2    | 0    | 1     | 0     | 0         | 0         | 3     | 0     |
| Ноттингем Форест | Чемпионшип       | 2013/2014        | 29   | 2    | 5     | 1     | 0         | 0         | 34    | 3     |
| Ноттингем Форест | Чемпионшип       | 2014/2015        | 25   | 1    | 2     | 0     | 0         | 0         | 27    | 1     |
| Ноттингем Форест | Итого            | Итого            | 57   | 4    | 8     | 1     | 0         | 0         | 65    | 5     |
| Ньюкасл Юнайтед  | Премьер-лига     | 2015/2016        | 18   | 2    | 3     | 0     | 0         | 0         | 21    | 2     |
| Ньюкасл Юнайтед  | Чемпионшип       | 2016/2017        | 43   | 3    | 4     | 0     | 0         | 0         | 47    | 3     |
| Ньюкасл Юнайтед  | Премьер-лига     | 2017/2018        | 33   | 3    | 2     | 0     | 0         | 0         | 35    | 3     |
| Ньюкасл Юнайтед  | Премьер-лига     | 2018/2019        | 32   | 0    | 2     | 0     | 0         | 0         | 34    | 0     |
| Ньюкасл Юнайтед  | Премьер-лига     | 2019/2020        | 24   | 1    | 5     | 0     | 0         | 0         | 29    | 1     |
| Ньюкасл Юнайтед  | Премьер-лига     | 2020/2021        | 19   | 2    | 2     | 1     | 0         | 0         | 21    | 3     |
| Ньюкасл Юнайтед  | Премьер-лига     | 2021/2022        | 26   | 1    | 1     | 0     | 0         | 0         | 27    | 1     |
| Ньюкасл Юнайтед  | Премьер-лига     | 2022/2023        | 7    | 0    | 4     | 1     | 0         | 0         | 11    | 1     |
| Ньюкасл Юнайтед  | Премьер-лига     | 2023/2024        | 8    | 1    | 1     | 0     | 3         | 0         | 12    | 1     |
| Ньюкасл Юнайтед  | Итого            | Итого            | 200  | 13   | 24    | 2     | 3         | 0         | 227   | 15    |
| Всего за карьеру | Всего за карьеру | Всего за карьеру | 266  | 18   | 32    | 3     | 3         | 0         | 301   | 21    |

1. ↑  В графу «Кубки» входят игры и голы в национальных кубках, кубках лиги и суперкубках.